# 中尾衣里
中尾衣里（日语：／ Nakao Eri，1980年5月15日—）是日本兵庫縣神戶市出身的女性聲優。身高163.5公分。血型B型。從屬於大澤事務所。

## 特色
「ZEGAPAIN」裡的酷女性、「萌單」裡的手塚澪、「貓願三角戀」裡的妹妹高坂鈴、「月面兔兵器米娜」的六棟愛絲卡爾汀的雙面女性、「野良耳」的直美一般的特徵角色，不僅如此人群中的少年還有媽媽，甚至是老奶奶的角色都可以辦到。此外，在CM裡擔任旁白的活躍也很多，年齡對應綺麗系（漂亮）的女性聲音擔任很多。全部與她的說話方式完全不同。

## 演出作品
※粗體字為主要角色

### 電視動畫
2004年
- 這醜陋又美麗的世界（女學生）

2005年
- 混沌武士（小孩）
- SPEED GRAPHER（同學2）
- 少年悍將（キトゥン）
- 血戰（蕾米）※第4話登場
- 魔法老師（女店員）

2006年
- 童話槍手小紅帽（村人）
- 女生愛女生（泊的母親）
- Kanon（醫師）
- 金色琴弦（小林直）
- 不平衡抽籤（橘伊月）
- 蜂蜜與四葉草（女學生B）
- Fate/stay night（三枝由紀香）

2007年
- 君吻（幼年光一）
- 月面兔兵器米娜（六棟エスカルティン）
- 現視研（加藤、女子B、女面接官）
- 灼眼的夏娜II（佐佐木）
- 萌單（手塚澪）
- 戀愛情結（女學生）
- 旋風管家（花菱美希）
- 我的裘可妹妹（來島秋穗）

2008年
- 旋風管家（花菱美希、西澤一樹、女子、老奶奶）
- 楚楚可憐超能少女組（常盤奈津子、花菱美希、六棟エスカルティン）

2009年
- CLANNAD ～AFTER STORY～（母親）*第19回
- 旋风管家 第二季（花菱美希、西澤一樹）
- 守護甜心!!心跳（一之宫光）
- 猫愿三角恋（高坂铃）
- 肯普法（中尾沙也香）
- 守護甜心 派對（一之宫光）
- 每日媽媽（小愛、阿彥、高志、岩村家兄弟 等）

2012年
- 旋風管家！CAN'T TAKE MY EYES OFF YOU（花菱美希）
- 最強學生會長（八代三年生）

2013年
- 旋風管家！Cuties（花菱美希）

2014年
- 人生諮詢電視動畫「人生」（山中君江）
- Fate/stay night（ufotable版）（三枝由紀香）
- 境界觸發者（一之瀨、市民、宇佐美栞）

2015年
- 亂步奇譚 拉普拉斯的遊戲（現場記者）

2017年
- 小魔女學園（漢娜、多林大臣[1]）
- 數碼暴龍宇宙-應用怪獸（飛鳥珍妮）

2018年
- 鬼太郎第6期（夏美）

2019年
- 盾之勇者成名錄（影〈ごじゃる〉、女中〈影〉）

2023年
- 數碼寶貝幽靈遊戲（相馬梅露）

### OVA
- BALDR FORCE EXE RESOLUTION（小隊長）

### 遊戲
- Fate/stay night（三枝由紀香）
- 異度神劍       （菲奧倫）

## 來源
1. ↑  . 電視動畫《小魔女學園》官方網站.   [2017-04-03]. （原始内容存档于2017-08-30） （日语）.

## 外部連結
- 大澤事務所公式官網的聲優簡介 （页面存档备份，存于） （日語）